# Michail Skobeljev

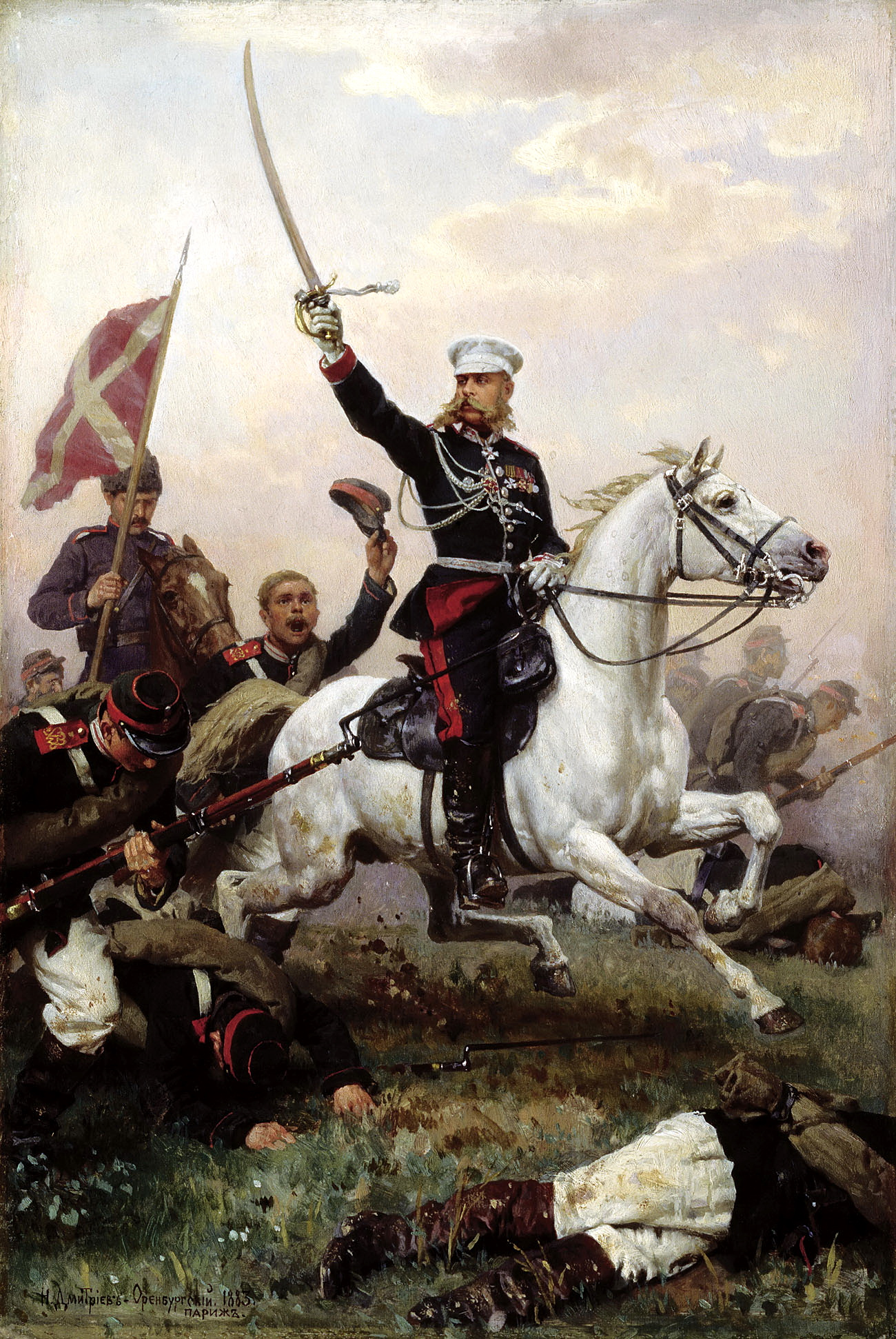
Michail Skobeljev

Michail Dmitrijevitj Skobeljev (ryska: Михаил Дмитриевич Скобелев), född 29 september (gamla stilen: 17 september) 1843, död 7 juli (gamla silen: 25 juni) 1882 i Moskva, var en rysk fältherre.
Skobeljev utmärkte sig som kornett vid Grodno-husarregementet i striden mot de upproriska i Polen (1863-64) och inkallades 1866 till Generalstabsakademien. Efter att med framgång ha kämpat i Turkestan (1869) och i Kaukasus (1870-71), företog han som generalstabsofficer viktiga rekognosceringar i Turan, anförde som bataljonschef 1873 arméns förtrupp i fälttåget mot Chiva och tog 1875 framstående del i kriget mot khanatet Kokand, under vilket han anförde kavalleriet. Då detta sistnämnda khanat 1876 under namnet Fergana införlivats med Ryssland, blev Skobeljev, som under tiden befordrats till generalmajor, militärguvernör där. I rysk-turkiska kriget 1877-78 stormade han Lovetj den 3 september 1877, utmärkte sig i striderna framför Pleven, i synnerhet vid stormningen av "Gröna berget" 11 september samma år och i slaget vid Sjejnovo den 9 januari 1878, där den turkiska Sjipka-armén tillfångatogs. Som belöning för sitt förhållande under kriget utnämndes han till generallöjtnant samt till chef för 4:e armékåren (Minsk). År 1880 övertog han befälet mot den turkmenska tekkestammen samt erövrade Geok-tepe och Dengil-tepe 1881, varför han som belöning utnämndes till general av infanteriet. 
Skobeljev förenade på ett sällsynt sätt teoretiska kunskaper med stor praktisk förmåga som truppförare. Dessa framstående egenskaper var dock förbundna med ett lättsinne, som blev hans ofärd. Som ivrig panslavist uppträdde han efter rysk-turkiska kriget vid några tillfällen mot Tyskland och tyskarna på ett sätt, som var nära att ge anledning till diplomatiska förvecklingar.